# Миколаївське газоконденсатне родовище
Миколаївське газоконденсатне родовище — належить до Талалаївсько-Рибальського нафтогазоносного району Східного нафтогазоносного регіону України.

## Опис
Розташоване в Сумській області на відстані 7 км від смт Талалаївка.
Знаходиться на Талалаївському виступі фундаменту в північно-західній частині північної прибортової зони Дніпровсько-Донецької западини. В нижньовізейських відкладах структура являє собою асиметричну брахіантикліналь північно-західного простягання, по ізогіпсі її розміри — 4050 м 3,2х2,3 м, амплітуда 60 м.
Підняття виявлене в 1973 р. У 1978 р. з нижньовізейських г.п. в інтервалі 4160-4185 м отримано фонтан газу дебітом 58,3 тис. м³ і конденсату 33 м³/добу через штуцер діаметром 10 мм.
Поклади масивно-пластові, склепінчасті, тектонічно екрановані. Колектори — пісковики.
Експлуатується з 1981 р. Режим Покладів газовий. Запаси початкові видобувні категорій А+В+С1: газу — 542 млн. м³; конденсату — 193 тис.т.